# Moutounesse
La moutounnesse est une salaison provençale, dit aussi jambon d'agneau ou fumeton.

## Historique
Au cours de la transhumance, la fabrication de la moutounnesse permettait de conserver la viande de bêtes blessées par chute, par attaque de loups, ou encore atteintes de tournis dans les alpages. Le mouton abattu était écorché et désossé, sa chair découpée, mise à plat sur la peau, généreusement salée, puis la peau était repliée et le tout fortement comprimé pendant un mois au bout duquel la viande, déballée, était mise à sécher au soleil avant d’être fumée.
Le fumeton, bien qu'inspiré du jambon d'agneau, est un produit totalement différent, fabriqué tout au long de l'année à partir de noix de gigot dégraissées et dénervées, et ceci dans un atelier aux normes CEE situé à Barcelonnette. Il reste un producteur artisanal à Pra Loup qui commercialise environ deux tonnes par an.

## Présentation
Le fumeton se présente sous la forme d'un bloc de viande  de couleur rouge foncé et d'un poids d'environ 1,5 kg. Découpé en tranches fines, il se consomme tant en entrée qu'en accompagnement de mets montagnards dont la raclette, gratins, salades, pizzas. Il se trouve également dans les commerces en plaquettes de 6 à 8 tranches (100 grammes) conditionnées sous vide pour une conservation optimale.